# جوناثان كراوز
جوناثان كراوز (بالإنجليزية: Jonathan Krause)‏ هو لاعب كرة قدم أمريكي، ولد في 18 يناير 1992.

## وصلات خارجية
- جوناثان كراوز على موقع مرجع كرة القدم المحترفة.كوم (الإنجليزية)